# Ilex cymosa
Ilex cymosa är en järneksväxtart som beskrevs av Carl Ludwig von Blume. Ilex cymosa ingår i släktet järnekar, och familjen järneksväxter. Inga underarter finns listade i Catalogue of Life.